# Andrzej Mierzejewski (malarz)
Andrzej Mierzejewski (ur. 20 czerwca 1915 w Zakopanem, zm. 25 grudnia 1982 w Warszawie) – polski malarz, syn Jacka Mierzejewskiego, brat Jerzego Mierzejewskiego.
W latach 1935–1939 studiował w Akademii Sztuk Pięknych w Warszawie w pracowni prof. Mieczysława Kotarbińskiego. Nie należał do żadnej grupy artystycznej. Jego prace zostały wystawione m.in. w Galerii Zachęta w 1980 oraz w  Muzeum Narodowym w Warszawie w 2004.